# Roue à livres
Une roue à livres est un instrument mécanique constitué d'une roue dont les pales servent d'étagères à livres. La rotation de la roue permet à son utilisateur de consulter plusieurs livres à la fois.

## Roue à axe vertical

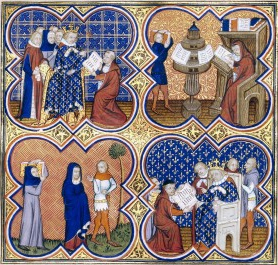
Charles V ayant ordonné la traduction d'Aristote, le chanoine en rédige la version française, deux tomes de l’original sont posés sur une roue à livres, un secrétaire en apporte un troisième. Enluminure du prologue de Politiques, Economiques, Ethique d'Aristote, traduction de Nicolas Oresme, vers 1370.

La roue à livre à axe vertical est connue au Moyen Âge. C'est avant tout un meuble de bibliothèque servant à l'étude.

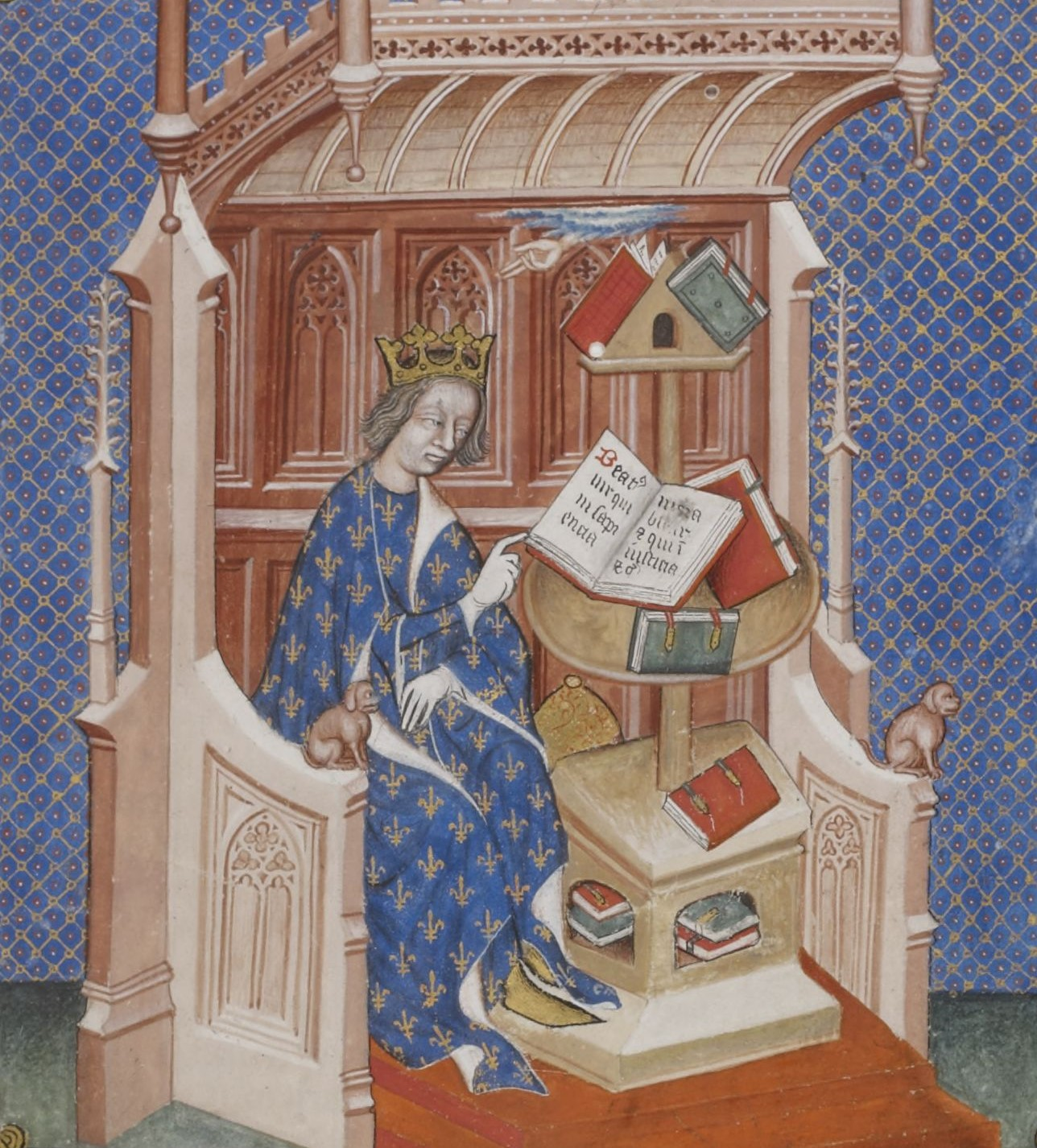
Charles V de France

## Roue à axe horizontal
La roue à livre à axe horizontal est une invention de l'ingénieur Agostino Ramelli dans les années 1580. Son usage se répand au cours des XVIIe et XVIIIe siècles, principalement en Europe centrale,

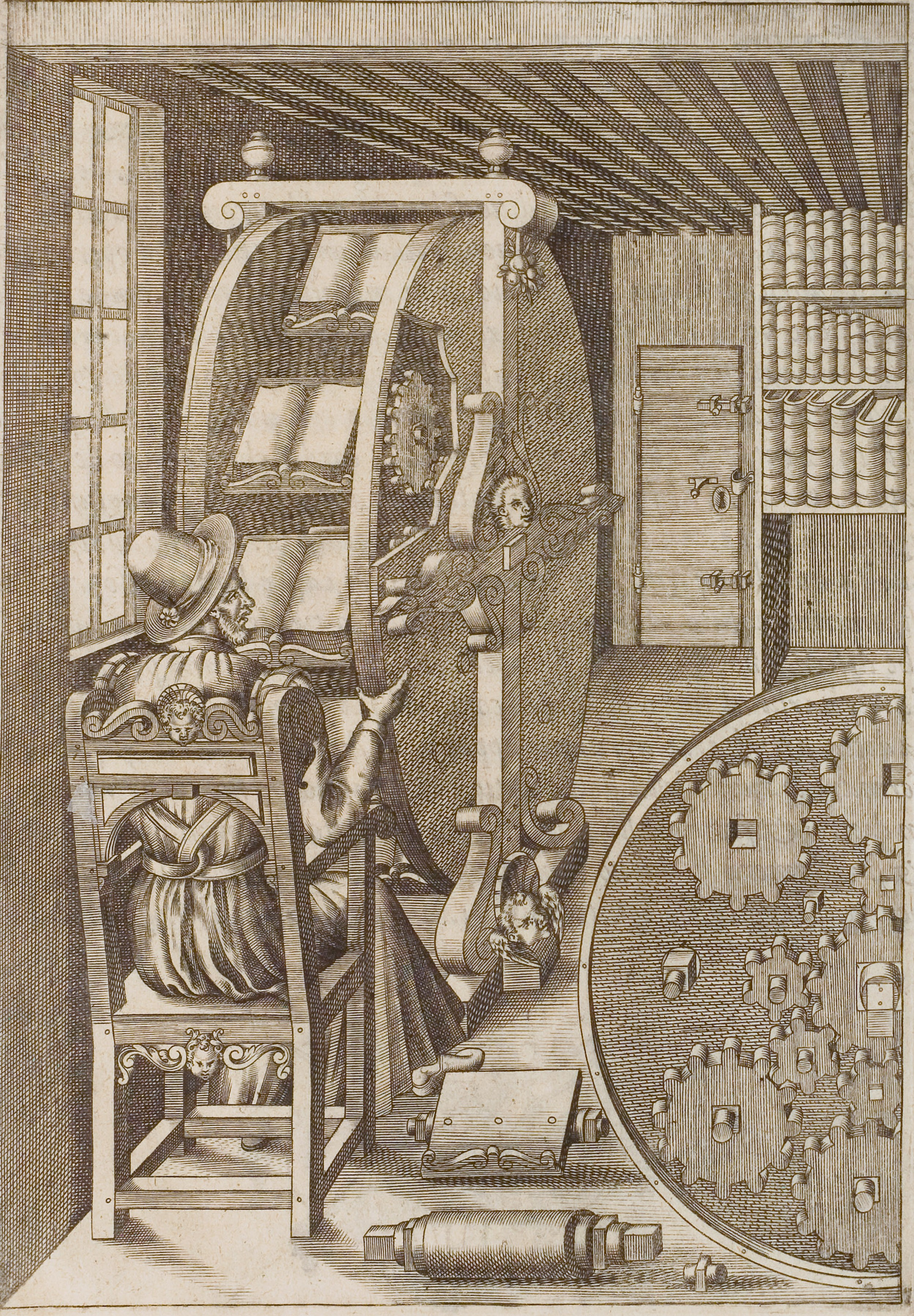
La roue à livres, illustration figurant dans l'ouvrage Le diverse et artificiose machine del Capitano Agostino Ramelli de Agostino Ramelli. Ce schéma est utilisé pour la collection éponyme aux éditions Les Belles Lettres.
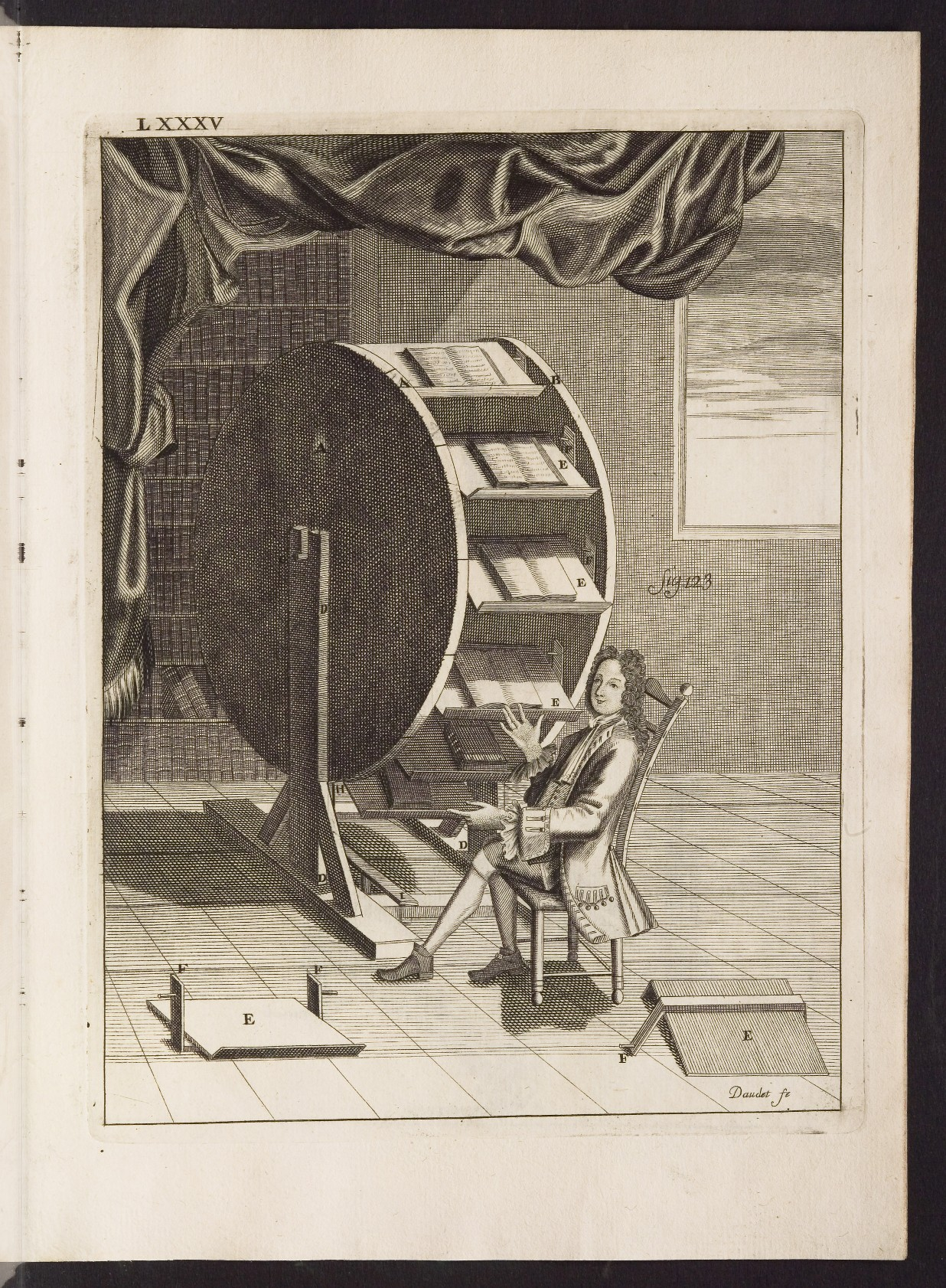
Pupitre d'une façon particulière, & très commode pour les gens d'étude, illustration figurant dans l'ouvrage Recueil d'Ouvrages Curieux de Mathématique et de Mécanique, ou Description du Cabinet de Monsieur Grollier de Servière et provenant du cabinet de curiosités de Nicolas Grollier de Servière.